# Jean Baptiste Perrot
Pour les articles homonymes, voir Perrot.
 (août 2017).
Jean Baptiste Perrot est un artiste contemporain français, autodidacte, né au Havre en 1972,,. 
Il vit et travaille à Paris.

## Biographie
Diplômé d'économie,, il devient cadre consultant en informatique à 28 ans. Son parcours est celui d'un autodidacte, ; c'est en visitant des galeries d'art que viendra sa vocation d'artiste. Depuis fin 2007, il se consacre uniquement à son travail d'artiste,.
Son œuvre et son travail explorent les contraintes auxquelles l'individu est soumis et s'applique à défigurer le réel afin de mieux le re-figurer. Il affectionne tout particulièrement les glitchs,.
Il est représenté par la galerie ALB et est un grand admirateur de Gerhard Richter. Il apprécie aussi Xavier Veilhan, Kader Attia, Didier Marcel et Wim Delvoye.
Il a créé le projet Hidden Face avec l'artiste Victor Baissait.
En 2021, il co-fonde le collectif624,,, avec les artistes Joachim Romain, Quentin DMR, Ratur, Sckaro

## Expositions
- 2016 : Exposition Galerie ALB (Anouk LeBourdiec) → L'art a décidé de ma façon de vivre[14]
- 2015 : Exposition Espace Le Garage → Métamorphose Is[14]
  -  Exposition Galerie ALB (Anouk LeBourdiec) → Demain ira mieux[14]
  - Salon YIA (section artistes invité) → Jumpers[14]
  - Exposition Galerie ALB (Anouk LeBourdiec) → Des envies d’eux[14]
  - Exposition Espace Plateforme → L’appartement[14]
- 2014 : Exposition à la Plateforme → Against Reality[14]
- Exposition à la Galerie ALB 40 x 30[14]
- Exposition à la Galerie ALB Sea, Art & Sun[14]
- Exposition à Galerie ALB Twin Towers Jumpers[14]
- Negpos - Printemps Photo Nîmes → Mon Havre ou l'objectivation d'un passé[14]
- Foire Art Paris Art Fair (C) à la Galerie ALB, Échangeur ou le libre arbitre[14]
- 2013 : Palais de Tokyo → Art Is Hope[14]
  - Exposition à la Galerie Next Level → Il est midi à l'heure de maintenant[14]
  - Exposition à la Galerie Françoise Besson → Il est midi à l'heure de maintenant[14]
  - Fotoloft Negpos « Images et Ville » (Nîmes) → Construction/Déconstruction[14]
  - Exposition à la Galerie ALB → Ils étaient, ils sont, ils seront[14]
- 2012 : Mois de la Photo Galerie ALB → Mon Havre ou l'objectivation d'un passé[14]
  -  Institut Français de Magdebourg → Mon Havre ou l'objectivation d'un passé[14]
  -  Galerie W → Foule entre masse et singularité[14]
  - Salon Drawing Now (C) Galerie ALB Anouk Le Bourdiec → Schéma directeur ou le déterminisme biologique[14]
  - CTHV du Havre → Mon Havre ou l'objectivation d'un passé[14]
  - Galerie ALB Anouk Le Bourdiec → Schéma directeur ou le déterminisme biologique[14]